# 以卡尔·弗里德里希·高斯命名的事物列表

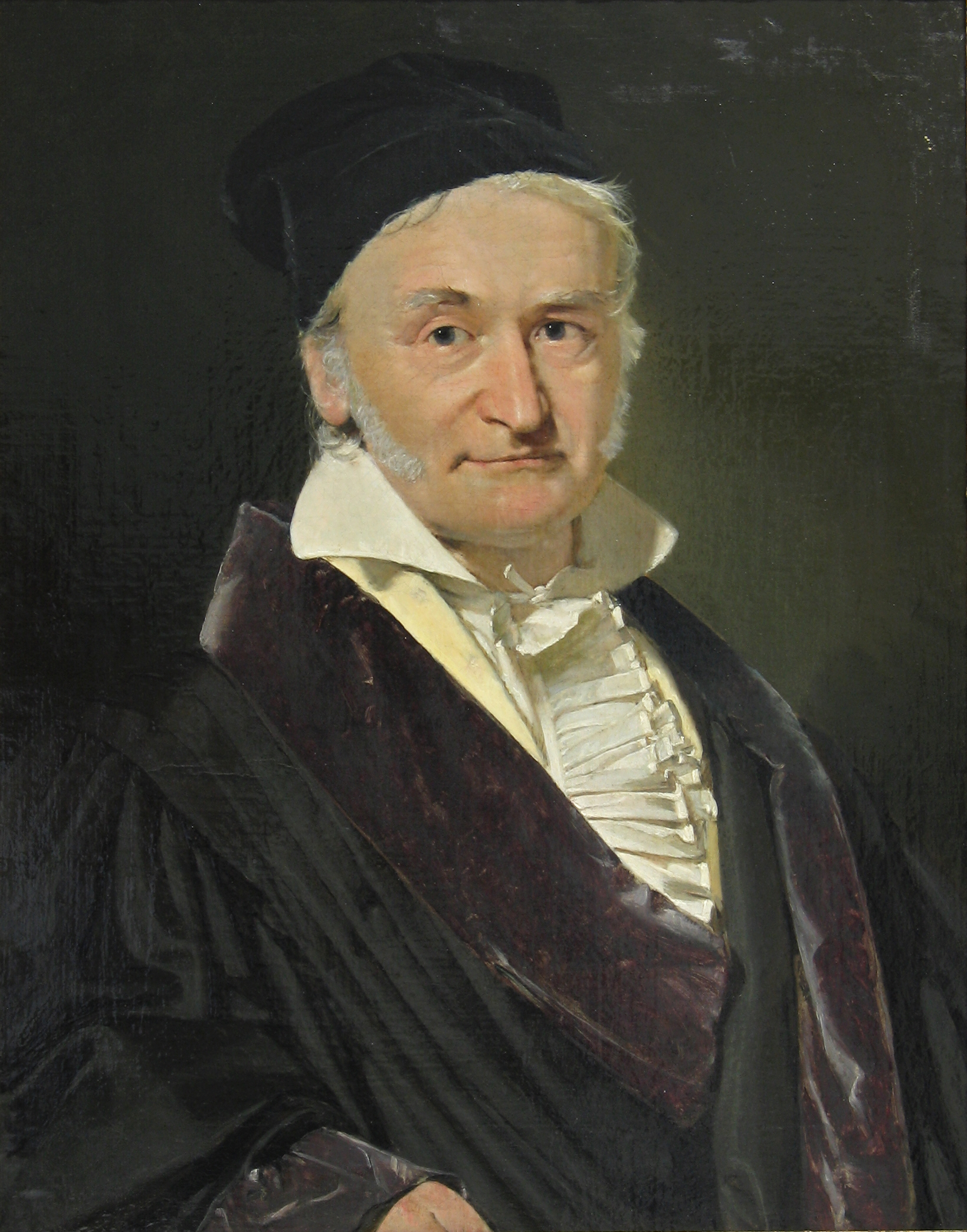
卡尔·弗里德里希·高斯 (1777–1855)

卡尔·弗里德里希·高斯(1777年4月30日—1855年2月23日) 是下面列出的所有主题的同名人物。有 100 多个主题都以这位德国数学家和科学家的名字命名，涉及数学、物理和天文学领域。

## 数学

各种高斯曲率

### 代数和线性代数
- 高斯消元法，也称为“行归约法”或“高斯法”
- 高斯-约当消元法
- 高斯-赛德尔法
- 高斯分圆公式
- 高斯引理 与 多项式 的关系
- 高斯二项式系数，也称为“高斯多项式”或“高斯系数”
- 高斯变换

### 几何与微分几何
- Gauss–Bodenmiller 定理 – 描述于 克里特大学网站

高斯图

- Gauss–Bolyai–Lobachevsky 空间, 双曲几何
- Gauss–Bonnet theorem，关于二维曲面 微分几何 中曲率的定理
  - Chern-Gauss-Bonnet theorem在微分几何中，Shiing-Shen Chern将上述定理推广到更高维度
- 高斯辫子 辫子理论 – 四股辫子
- Gauss–Codazzi 方程（英语：Gauss–Codazzi_equations）
- Gauss–Manin_connection（英语：Gauss–Manin_connection）, 代数簇族上的向量束上的连接
- 高斯-牛顿线 – 在 Journal for Geometry and Graphics 中有描述，另见 牛顿线
- 高斯面积公式
- 高斯引理 in 黎曼几何
- 微分几何中的高斯图
- 高斯曲率，在他的Theorema egregium中定义
- 高斯圆问题

### 数论

高斯护城河

- Gauss–Kuzmin–Wirsing 常数，数论 中的一个常数
- 高斯常数，1 和 {\displaystyle \scriptstyle {\sqrt {2}}} 的 AGM 的 reciprocal
- Gauss's digamma theorem，关于digamma function的定理
- 高斯对威尔逊定理的推广
- 高斯引理在数论
- Gauss composition law
- Gauss map in number theory
- 高斯护城河
- 高斯类数问题
- 高斯乘法公式

#### 分圈场
- 高斯周期
- 高斯有理
- 高斯和，狄利克雷特征的指数和
  - 椭圆高斯和，高斯和的模拟
  - 二次高斯和

### 分析，数值分析，向量演算和变分法
- Gaussian quadrature

2 点高斯和梯形正交的比较。

- Gauss–Hermite quadrature
- Gauss–Jacobi quadrature
- Gauss–Kronrod quadrature formula
- Gauss–Newton algorithm
- Gauss–Legendre algorithm
- Gauss's complex multiplication algorithm
- Gauss's theorem may refer to the divergence theorem, which is also known as the Ostrogradsky–Gauss theorem
- Gauss pseudospectral method
- Gauss transform, also known as Weierstrass transform.

#### 复分析和凸分析
- 高斯-卢卡斯定理
- Gauss's continuous fraction ，从超几何函数导出的解析连分式
- 高斯准则——描述于数学百科全书 （页面存档备份，存于）
- 高斯超几何定理,超几何级数的恒等式
- 高斯平面

高斯联结

- Gauss–Kuzmin 分布，一种离散概率分布
- 高斯-马尔可夫过程
- 高斯-马尔可夫定理
- 高斯联结
- 高斯测度
  - 高斯相关不等式
  - 高斯等周不等式
- 高斯不等式

#### 高斯函数和以它命名的主题
- 正态分布，又称高斯分布，统计学中最常见的钟形曲线

具有二维域的高斯曲线

- 高斯函数，正态分布中用到的函数，其他地方也用到
- 指数修正高斯分布或函数，在许多技术中用于描述峰形
- 高斯误差函数
- 高斯过程
- 高斯滤波器
- 高斯迭代图 (动力系统)
- 加性高斯白噪声
- 高斯光束
- 高斯模糊，图像处理中的一种技术
- 高斯不动点
- 高斯随机场
  - 高斯自由场
- 高斯积分
- 高斯变异函数模型
- 高斯混合模型
- 高斯网络模型
- 高斯噪声
- 高斯平滑
- 逆高斯分布，也称为 Wald 分布

### 结理论

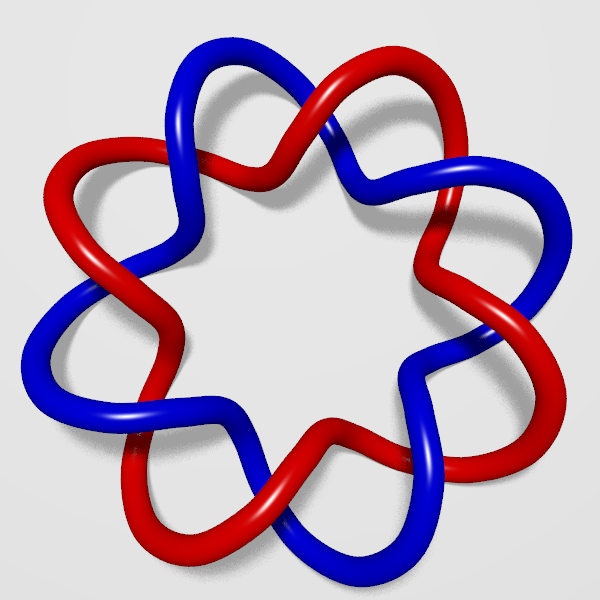
连接积分

- 高斯码——在多伦多大学网站 （页面存档备份，存于）上有描述
- 高斯连接积分（纽结理论）

### 其他数学领域
- 确定星期几的高斯算法
- 高斯复活节算法
- 高斯括号——在WolframMathWorld （页面存档备份，存于）上有描述
- 高斯模运算
- 高斯整数，通常写为Z[i]

- 高斯素数

- 高斯对数（也称为加减对数）

## 制图学

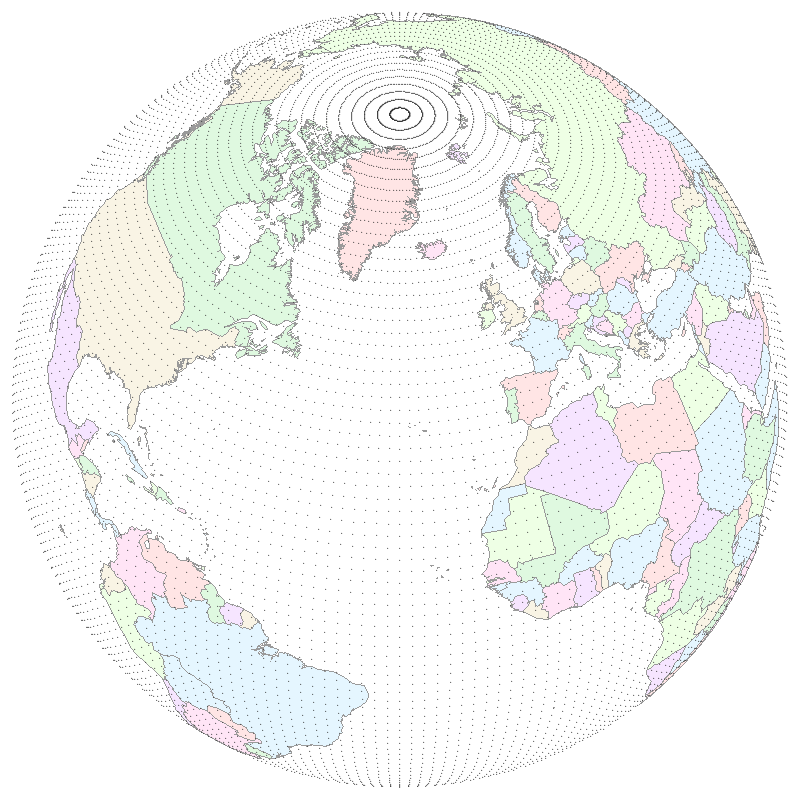
高斯网格点

- 高斯-克吕格坐标系
- 高斯网格

## 物理
- 高斯光学

### 经典力学
- 高斯最小约束原理
- 对于轨道力学中的轨道确定：
  - 高斯引力定律
  - 高斯引力常数
  - 高斯年

### 量子力学
- 高斯轨道

### 电磁学
- 高斯单位
- 高斯，磁通量密度的CGS 单位
- 消磁，使物体消磁
- 高斯步枪或线圈枪
- 高斯磁力定律
- 高斯曲面

高斯枪

  - 高斯定律，给出了通过封闭表面的通量与封闭源之间的关系

## 奖项和表彰
- 卡尔·弗里德里希·高斯奖，一项数学奖
- 高斯讲师，一个数学上的区别
- 加拿大初中高斯数学竞赛，一年一度的全国数学竞赛，由数学与计算教育中心主办

## 以他的名字命名的地名和探险队

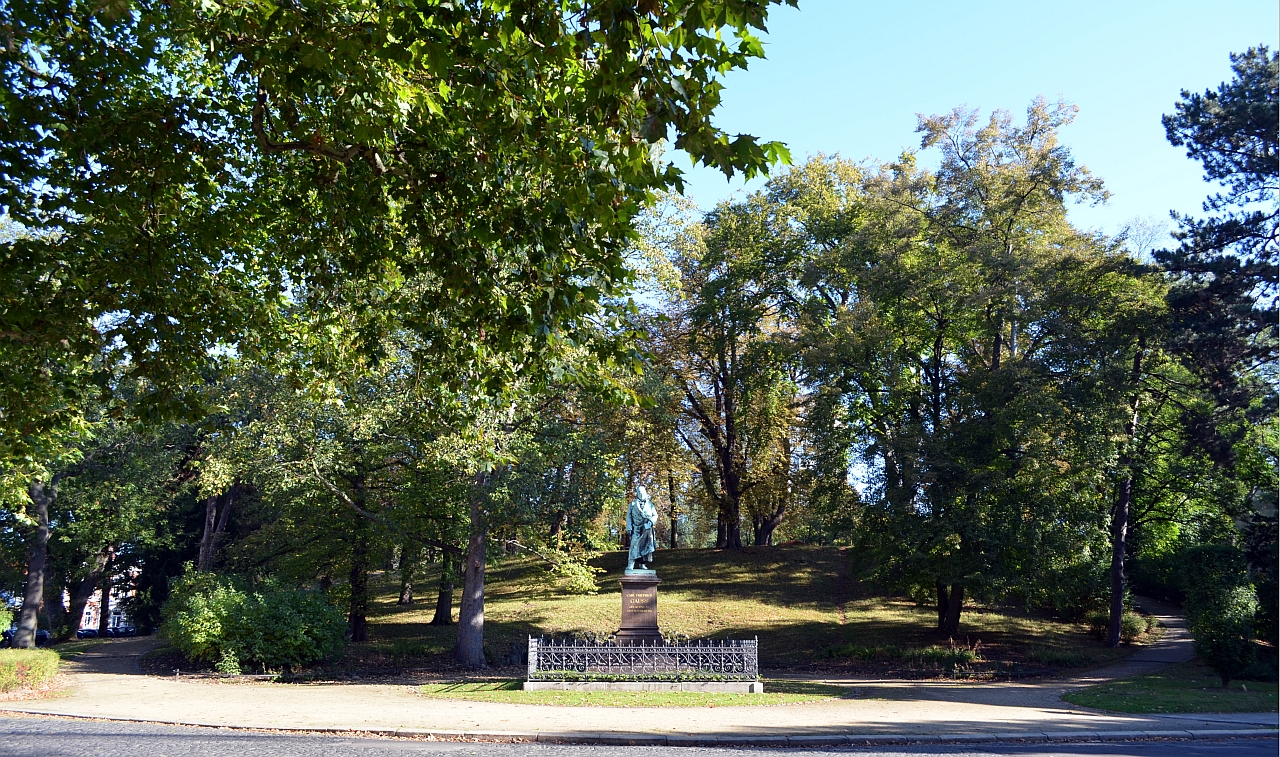
德国布伦瑞克的高斯贝格，前面是高斯纪念碑

- The Gauss expedition, the first German expedition to Antarctica (1901–1903)
  - The ship Gauss, used in the Gauss expedition to the Antarctic
- Gaussberg in Antarktica, an extinct volcano discovered by the Gauss expedition
- Mount Gauss, in Antarctica
- Gauss Peninsula, East Greenland
- Gauss Tower, an observation tower in Dransfeld, Germany
- Gaussberg, a hill in Braunschweig
- Several buildings named "Gauss Haus" or "Gauss Building":
  - The Gauss Building at the University of Idaho (College of Engineering)
  - Gauss Haus, an NMR center at the University of Utah
  - The 'Gauss House', a common room in the University of Sussex Mathematical and Physical Sciences department.
  - A dormitory building is named after him in University of California, Santa Cruz, in Crown College

celestial
- The crater Gauss on the Moon[1]
- Asteroid 1001 Gaussia

## 以他的名字命名的机构
- 不伦瑞克理工大学Carl-Friedrich-Gauss Fakultät [2]
- 德国多所学校以高斯命名

## 其他以他命名的东西

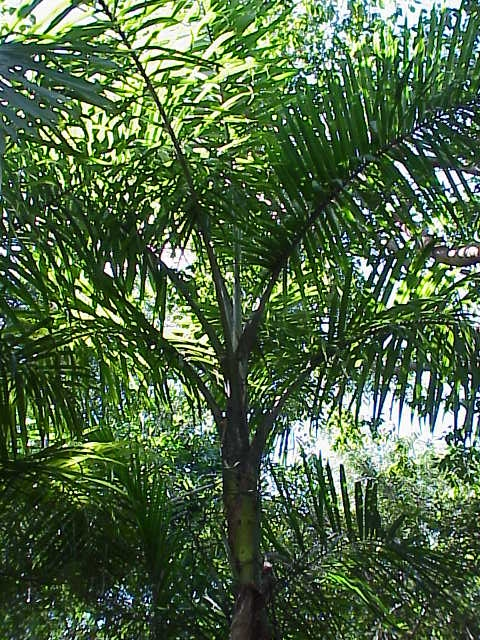
高斯玛雅

- Gaussia，一种棕榈属，由Hermann Wendland和当时的新种Gaussia princeps一起描述，由Charles Wright在古巴西部收集。以“纪念天文学卡罗利·弗里德里希·高斯”命名。 [3]
- Gaussia，桡足类的一个属
- Gaussian, 一个计算化学软件程序
- GAUSS，一种用于数学和统计的矩阵编程语言